# Sima Abd Rabo
Sima Abd Rabo (àrab: سمة عبدربه‎)  (Damasc, 1976) és un activista de la societat civil siriana i assessora del govern dels Emirats Àrabs Units en polítiques públiques i innovació en l'administració pública.

## Estudis i carrera profesional
Sima Abd Rabo va estudiar Arqueologia a la Universitat de Damasc i literatura i traducció a la Universitat Lumière Lió II (França). Va treballar com a intèrpret i traductora d'àrab, anglès i francès per a organitzacions internacionals com les Nacions Unides i la Unió Europea. Va traduir a l'àrab diversos llibres i novel·les internacionals de no-ficció, en particular Imperial Hubris: Why the West is Losing the War on Terror (Imperial Hubris: per què Occident està perdent la guerra contra el terror) del veterà i analista de seguretat de la CIA Michael Scheuer i la novel·la de suspens El Codi Da Vinci de Dan Brown.
En una entrevista al diari Emarat Al Youm el 2008, va expressar la seva preocupació per un «gran retrocés» en la traducció de literatura internacional a l'àrab i va criticar la tendència dels traductors àrabs a utilitzar dialectes locals o regionals en comptes de l'àrab estàndard modern.
Des de 2010 treballa com a assessora de la Secretaria General del Consell de Ministres dels Emirats Àrabs Units, adscrita a l'oficina del primer ministre, Rashid bin Mohammed Al Maktoum. Va tornar a aquest càrrec el 2015 després d'un intermezzo com a activista política i de la societat civil siriana a temps complet.

## Vida com a activista política i de la societat civil
Després de l'inici de la Primavera Àrab i de l'esclat de protestes i repressions violentes a Síria que van desembocar en una guerra civil, Sima Abd Rabo, que en aquella època vivia als Emirats Àrabs Units, es va unir a les xarxes de l'oposició siriana i va començar a treballar amb diversos institucions internacionals per donar suport a les comunitats locals. El 2013 es va unir a la iniciativa de la societat civil «Network of Democrats in the Arab World» que figurava entre els socis internacionals de l'Institut Republicà Internacional a Washington D.C.
A causa de les seves relacions governamentals i els seus contactes internacionals, s'ha descrit com una «persona que estableix l'agenda» de la societat civil durant la Primavera Àrab, mentre que el seu país de residència, els Emirats Àrabs Units, generalment es considera antagònic a la sèrie de protestes antigovernamentals, aixecaments i rebel·lions armades iniciades a finals de 2010 i principis de 2011 a la regió MENA. Sima Abd Rabo també és membre fundadora d'un cercle d'experts de l'Orient Mitjà anomenat Bagdad Policy Club. De tant en tant comenta els afers sirians als mitjans de comunicació àrabs.
En una crida a la representant especial de l'ONU per a Síria, Sima Abd Rabo, va demanar un paper actiu per a les dones sirianes en les negociacions d'alto el foc i en el control de l'alto el foc.
El 2014 va copatrocinar una carta oberta de condemna contra el cineasta noruec Lars Klevberg per presentar clips de pel·lícules de ficció sobre nens a la guerra de Síria com a imatges autèntiques. La producció finançada pel Norwegian Film Institute va ser severament criticada per periodistes i cineastes que cobrien el conflicte militar a l'Orient Mitjà i investigada per la xarxa d'intel·ligència de codi obert Bellingcat.
Segons informen els mitjans de comunicació, Sima Abd Rabo, descendent «d'una família sunnita influent», és membre del Consell de la Carta Siriana, un organisme de la societat civil siriana que té com a objectiu reunir representants de diferents famílies, regions, clans, tribus i comunitats religioses. La iniciativa ha negociat en secret un Codi de conducta per a la coexistència siriana entre líders socials a Síria controlada pel govern i la diàspora i havia escollit Sima Abd Rabo com a portaveu. El seu nom també figura en una resposta del govern alemany a una investigació parlamentària del 2019 sobre les activitats del Consell de la Carta Siriana a Alemanya.
Juntament amb diversos representants musulmans de diàleg interreligiós, Sima Abd Rabo va cosignar una declaració de solidaritat contra la xenofòbia, l'antisemitisme i per a la memòria internacional de l'Holocaust el 2020.